# Фонд культурної дипломатії UART

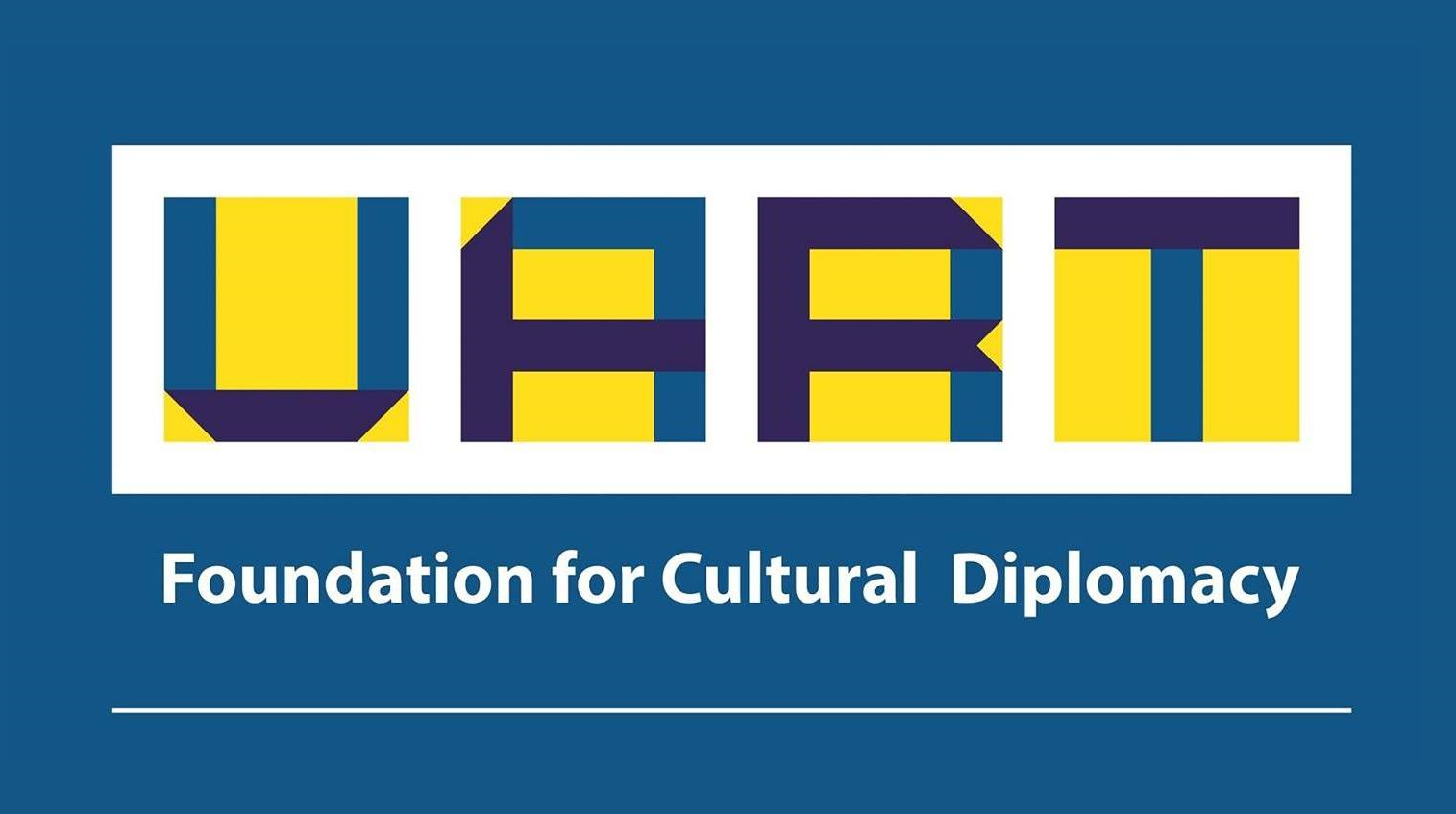
Логотип

Фонд культурної дипломатії «UART» — створений 2011 р. як некомерційна благодійна організація, метою якої є популяризація України та української культури за кордоном і ознайомлення українців з досягненнями світового мистецтва. Президент фонду і один з засновників — український бізнесмен Сергій Осипенко.

## Цілі
- просування української культури та мистецтва у світі засобами культурної дипломатії;
- розробка і реалізація програм, що формують позитивний імідж України в світі;
- здійснення благодійної діяльності, яка направлена на популяризацію культурних і мистецьких здобутків України за кордоном;
- сприяння діячам культури і мистецтва у просуванні їх творчості в Україні та за її межами;
- організація культурних обмінів між країнами.

## Конкурс
Один з головних проєктів Фонду — присудження грантів молодим художникам. Заключна частина конкурсів UART, за організаційної концепції, передбачає проведення церемонії нагородження в столицях світу. Вперше фінальний етап конкурсу пройшов у Парижі — столиці мистецтв, у 2013 році. Тоді в GRANT UART взяло участь 512 конкурсантів. У результаті для фінальної частини було обрано п'ятеро учасників, серед яких переможцем став Микола Толмачов з Броварів (Київська область). Призом за перше місце був грант у 20 тисяч євро на здобуття освіти або стажування у Франції. Згодом, молодий митець обрав художню практику у Парижі. У 2018 році у видавництві Основи вийшло подарункове видання класики української літератури у новому дизайні — «Катерина» Тараса Шевченка з ілюстраціями Миколи Толмачова.

## Заходи
Заходи, які проводить Фонд, служать розвитку партнерства між Україною та іншими країнами, сприяють зближенню культур, підтримують історичну спадщину та сучасну культуру України на національному та міжнародному рівнях.
Ініціативи Фонду сприяють активній інтеграції України в світову спільноту, поліпшенню політичного і економічного клімату засобами культурної дипломатії. Заходи Фонду є платформою для взаємодії людей різних націй безвідносно політики.
1. Виставка Віктора Севастьянова, Брюссель, Бельгія, квітень 2011 р.
2. Святкування 20-ї річниці Незалежності України, Париж, Франція, 2011 р.
3. Виставка Віктора Севастьянова, Страсбург, Франція, листопад 2011 р.
4. Виставка Георга Пінзеля, Лувр, Париж, Франція, листопад 2012 р.
5. Персональна виставка Дар'ї Скорубської «Андрогін», Париж, Франція, лютий 2013 р.
6. Виставка українських художників «Родючість», Париж, Франція, травень 2013 р.
7. Виставка французьких художників групы «Garance» — «Миті життя», Київ, Україна, квітень 2013 р.
8. Виставка Оксани Мась «Квантова молитва» в рамках 55-ї Венеціанської Бієнале «Glasstress», Венеція, Італія, червень 2013 р.
9. Персональна виставка Наташі Тутен, Київ, Україна, жовтень 2013 р.
10. Вернісаж Наташі Тутен, Одеса, Україна, жовтень 2013 р.
11. Grant Uart Contest, Київ — Париж, Україна, Франція, червень — жовтень 2013 р.
12. Концерт корсиканської групи поліфонічного співу Жана Манконі на Вечорі Святого Миколая, Київ, Україна, грудень 2013 р.
13. Арт-проєкт «Засліплені красою», Київ, Україна, січень 2014 р. (спільний проєкт з Інститутом проблем сучасного мистецтва України).
14. Art Paris Art Fair, Париж, Франція, березень 2014 р. (участь).
15. Виставка Еріка Буве "(R)EVOLUTION, Київ, Україна, травень 2014 р.
16. Виставка Володимира Філіппова «Прояв образу в повсякденності», Париж, Франція, травень 2014 р. (співорганізатор).
17. Організація концерту Заслуженої артистки України, солістки Національної опери України Сусанни Чахоян у рамках проведення Днів україно-корсиканської дружби, присвячених Дню незалежності України, Аяччо, Франція, серпень 2014 р.
18. Grant Uart 2014-15, Київ, Україна;
19. Дні України на острові Корсика, 19—24 серпня 2014 р. (організатор).
20. Виставка робіт сучасних українських художників "Coal Goal", Монако, листопад 2015 (співорганізатор).
21. Всеукраїнський тур фотовиставки «Ветерани» Саші Маслова, 2016-2017; видання та презентація фотокниги проєкту у Києві, грудень 2016 (співорганізатор з Art Management).
22. Презентація робіт українських дизайнерів на Paris Design Week — Maison et Objet 2016, Париж, Франція, вересень 2016 (співорганізатор).
23. Презентація арт-проєкту L'effet chrysalide в Українському культурному центрі, Париж, 21—28 січня 2017 року (співорганізатор).
24. Презентація виставки “MY VORTEX” української художниці Тані Войтович, Київ, 13 квітня 2017 року (співорганізатор).
25. Лекційна програма під час Одеського міжнародного кінофестивалю, Одеса, 16—27 липня 2017 року (співорганізатор).
26. Виставка Нікіти та Каміль Кравцових «Армагеддон» в Одесі, травень 2018 (співорганізатор).
27. Арт-програма Одеського міжнародного кінофестивалю — проєкт «За кадром», Одеса, липень 2018 року (співорганізатор).
28. Тиждень українського кіно у Страсбурзі «Україна у фокусі», Страсбург, листопад 2018 (партнер).
29. Фестиваль видатної художниці Соні Делоне “Sonia Delaunay. Je T`Aime” в Парижі, листопад 2018 (партнер).
30. Персональна виставка Аліни Руді на ярмарку фотографії Photo Kyiv Fair 2018, листопад 2018 (організатор).
31. Друге видання англомовного гіда Києвом "Kyiv by locals", Київ, грудень 2018 (партнер).
32. Фотовиставка Дениса Копилова «Дух Яванава», Київ, квітень 2019 (співорганізатор).
33. Фотовиставка Аліни Руді «Big city dreams», Київ, квітень 2019 (співорганізатор).
34. Експозиція сучасної української скульптури Марії Куликовської та Назара Білика, Київ, травень-червень 2019 (співорганізатор).
35. Виставку “Армагеддон” франко-української групи митців The Tooth&The Rooth Art group, Київ, червень 2019 (партнер).
36. Арт-подія “Ніч у музеї” в рамках ювілейного 10-го Одеського міжнародного кінофестивалю (OIFF), Одеса, липень 2019 (партнер).

## Конкурс GRANT UART
Один з флагманських проєктів Фонду — Всеукраїнський конкурс для молодих художників GRANT UART, переможець якого отримує грант від Фонду культурної дипломатії UART. Мета конкурсу — підтримка і популяризація творчості молодих українських митців та інтеграція їх у світовий арт-простір. За концепцією конкурсу його фінал відбувається в різних країнах світу. Перший фінал пройшов у Парижі — столиці мистецтв, у 2013 році. Тоді в GRANT UART взяло участь 512 конкурсантів, з яких міжнародне журі обрало 5 фіналістів. Переможцем конкурсу став 19-річний Микола Толмачов з Броварів (Київська область). Саме він отримав освітній грант у 20 000 євро та можливість для навчання/стажування у Франції. Микола Толмачов навчався у престижній Ecole des Beaux-Arts в Парижі, нині співпрацює з паризькою галереєю Galerie Da-End